# Símbolos do Uruguai

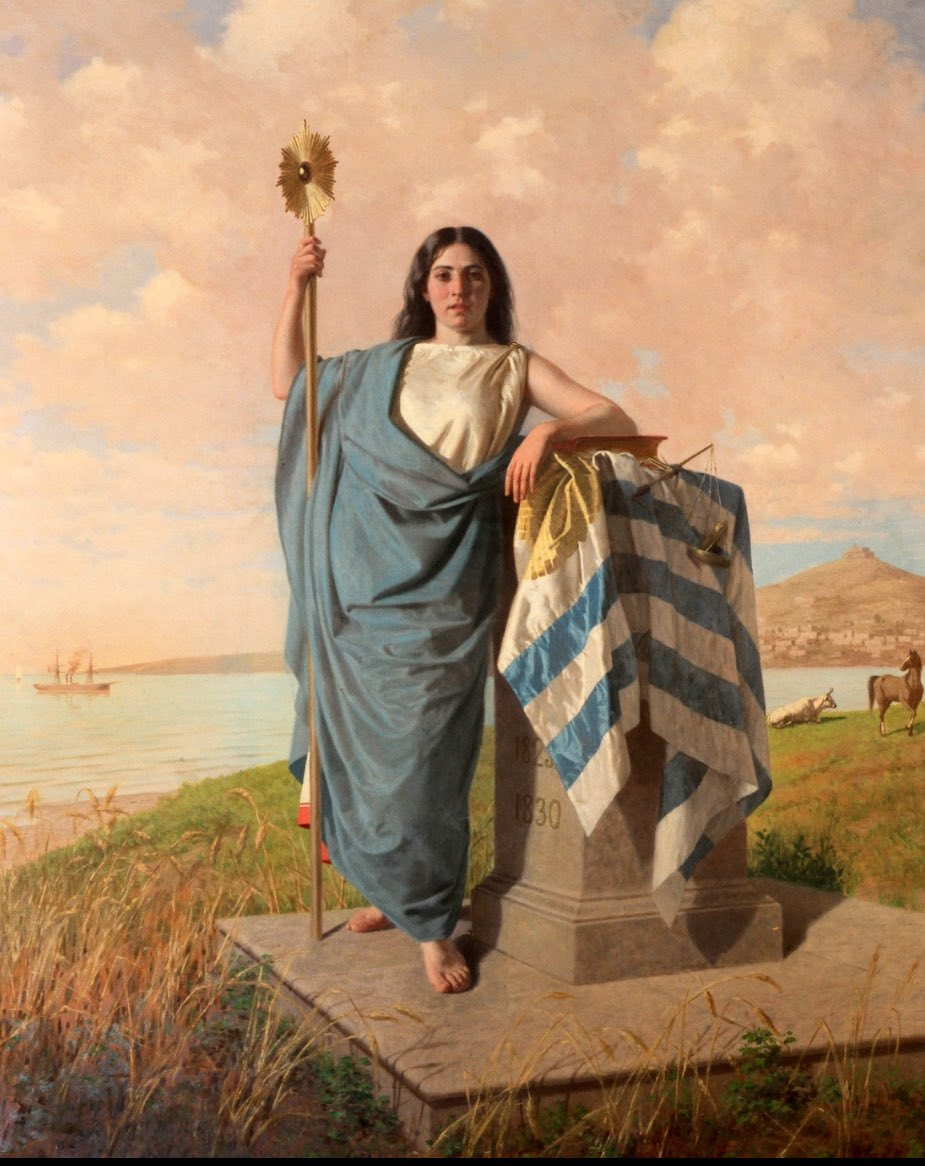
Personificação do Uruguai, pintura a óleo de Juan Manuel Blanes, mostra os quatro símbolos do Brasão de Armas: o boi, o cavalo, o Monte Montevidéu e a balança.

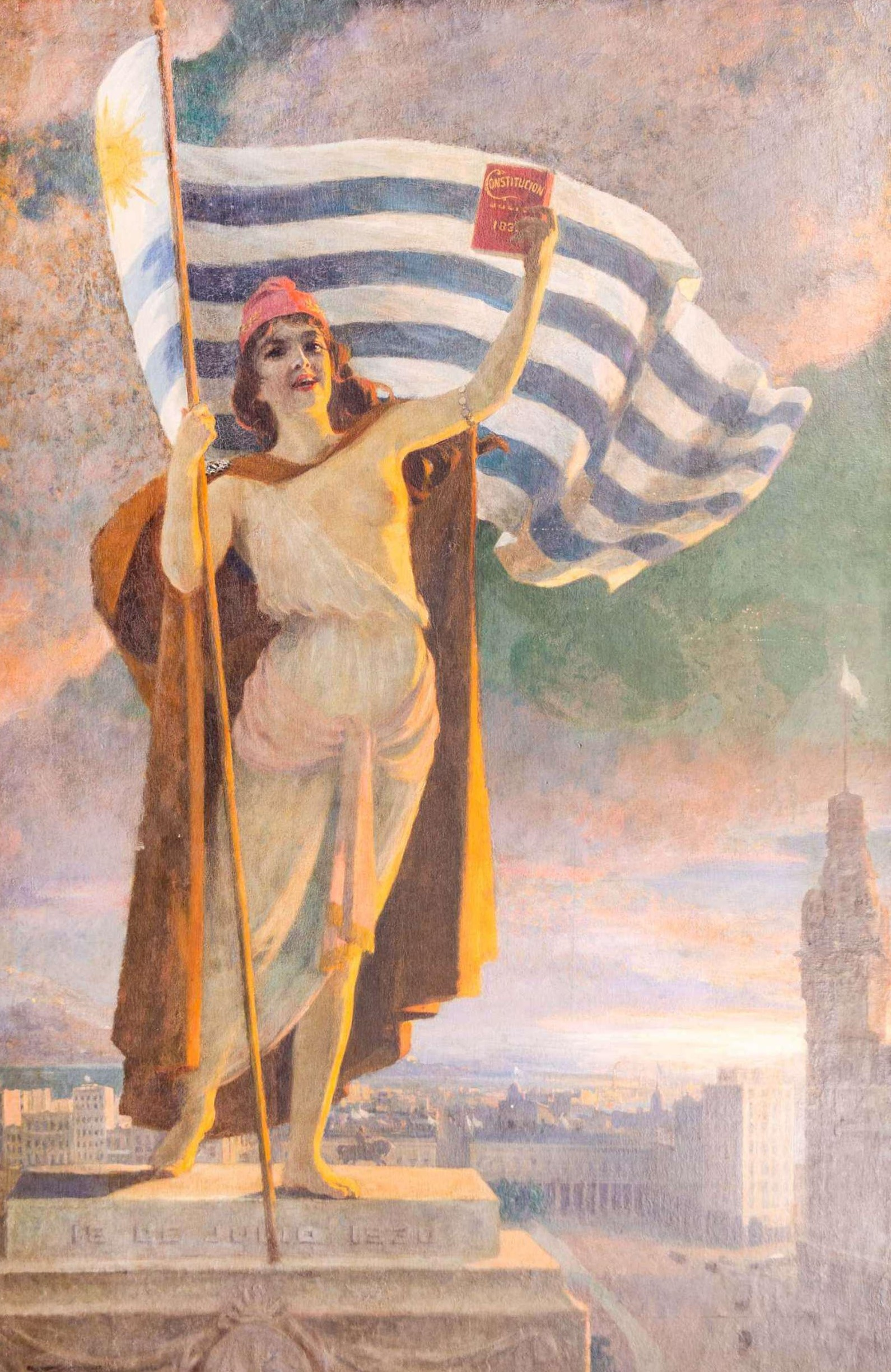
Alegoria de 18 de julho de 1930 de Manuel Barthold, o Palácio Salvo, ícone da cidade de Montevidéu, aparece ao fundo.

Os símbolos do Uruguai são o conjunto de símbolos, ícones, imagens, ideias e construções que representam a República Oriental do Uruguai ou a nação Oriental como um todo. Alguns estão relacionados a eventos históricos, tradições ou símbolos específicos.
O país possui seis símbolos nacionais estabelecidos por lei com uma hierarquia específica: a Bandeira Nacional, o Brasão de Armas do Estado, o Hino Nacional, a Bandeira de Artigas, a Bandeira dos Trinta e Três Orientais e o Laço Nacional. Por sua vez, cada departamento possui seus próprios símbolos oficiais estabelecidos pelos respectivos governos departamentais.

## Bandeira Nacional

Bandeira Nacional

A Bandeira Nacional é o símbolo máximo. Foi adotada por lei da Assembleia Geral Constituinte e Legislativa em 18 de dezembro de 1828 e modificada pela mesma Assembleia Geral Constituinte em 11 de julho de 1830.
Ela apresenta nove faixas horizontais alternadas, brancas e azuis, e um cantão branco com o Sol de Maio.

## Brasão de Armas do Estado
O brasão de armas foi aprovado pelas leis de 19 de março de 1829 e 12 de julho de 1906, e pelo decreto de 26 de outubro de 1908. De acordo com este último decreto, foi estabelecido como o desenho oficial do Escudo Nacional e apresentado pelo Sr. Miguel Copetti.

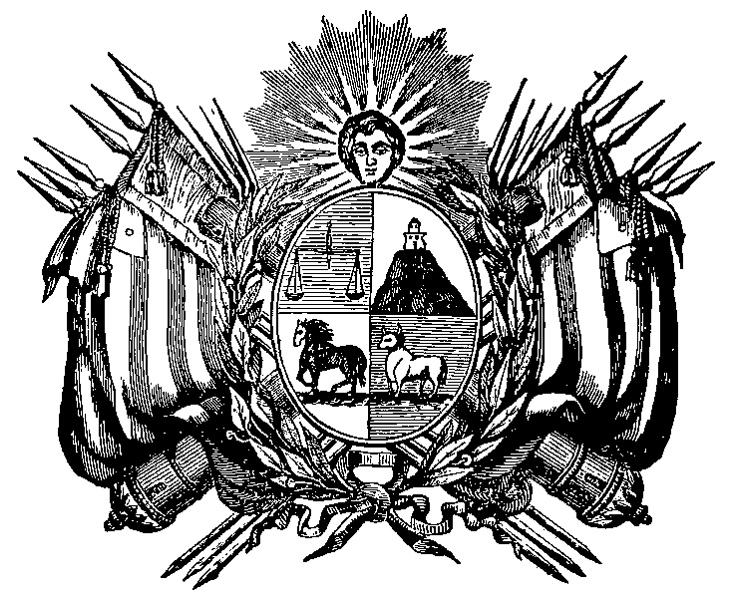
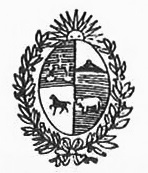

## Bandeira de Artigas

Bandeira de Artigas

A Bandera de Artigas é um dos símbolos nacionais do Uruguai. Foi declarada como tal por decreto de 18 de fevereiro de 1952. A bandeira de Artigas identifica e homenageia a figura do Libertador da Pátria, José Gervasio Artigas. É composta por três faixas horizontais de igual largura: as faixas superior e inferior são azuis e a faixa central é branca. As faixas são cruzadas diagonalmente por uma faixa vermelha de igual largura, que se estende do topo, próximo ao mastro, até o canto inferior oposto.

## Bandeira dos Trinta e Três Orientais

Bandeira dos Trinta e Três Orientais

A Bandeira dos Trinta e Três Orientais é um dos símbolos nacionais do Uruguai. Foi hasteada pelo exército dos Trinta e Três Orientais durante a Cruzada Libertadora de 19 de abril de 1825.

### Lema
Com base no juramento de libertar a pátria ou morrer por ela, os orientais fizeram uma bandeira composta por três faixas horizontais, a faixa central contendo o lema "Liberdade ou Morte".

## Sol de Maio

Sol de Maio

É um sol figurativo que representa a deidade inca Inti, o Deus Sol. Foi adotado como símbolo durante a Revolução de Maio no Vice-Reino do Rio da Prata e está presente em grande parte da iconografia nacional, incluindo a Bandeira e o Brasão Nacional.

## Laço Nacional

Laço Nacional

O Laço Nacional foi reconhecido como símbolo nacional em 22 de dezembro de 1828 e ostenta as cores da Bandeira Nacional.
A cor usada desde então até a lei que define os atuais cocares nacionais foi o azul-claro, como visto no Brasão de Armas do Uruguai, envolvendo os ramos de oliveira e louro:
"O referido oval será cercado por dois ramos de oliveira e louro unidos na base por uma fita azul-celeste."

## Hino Nacional

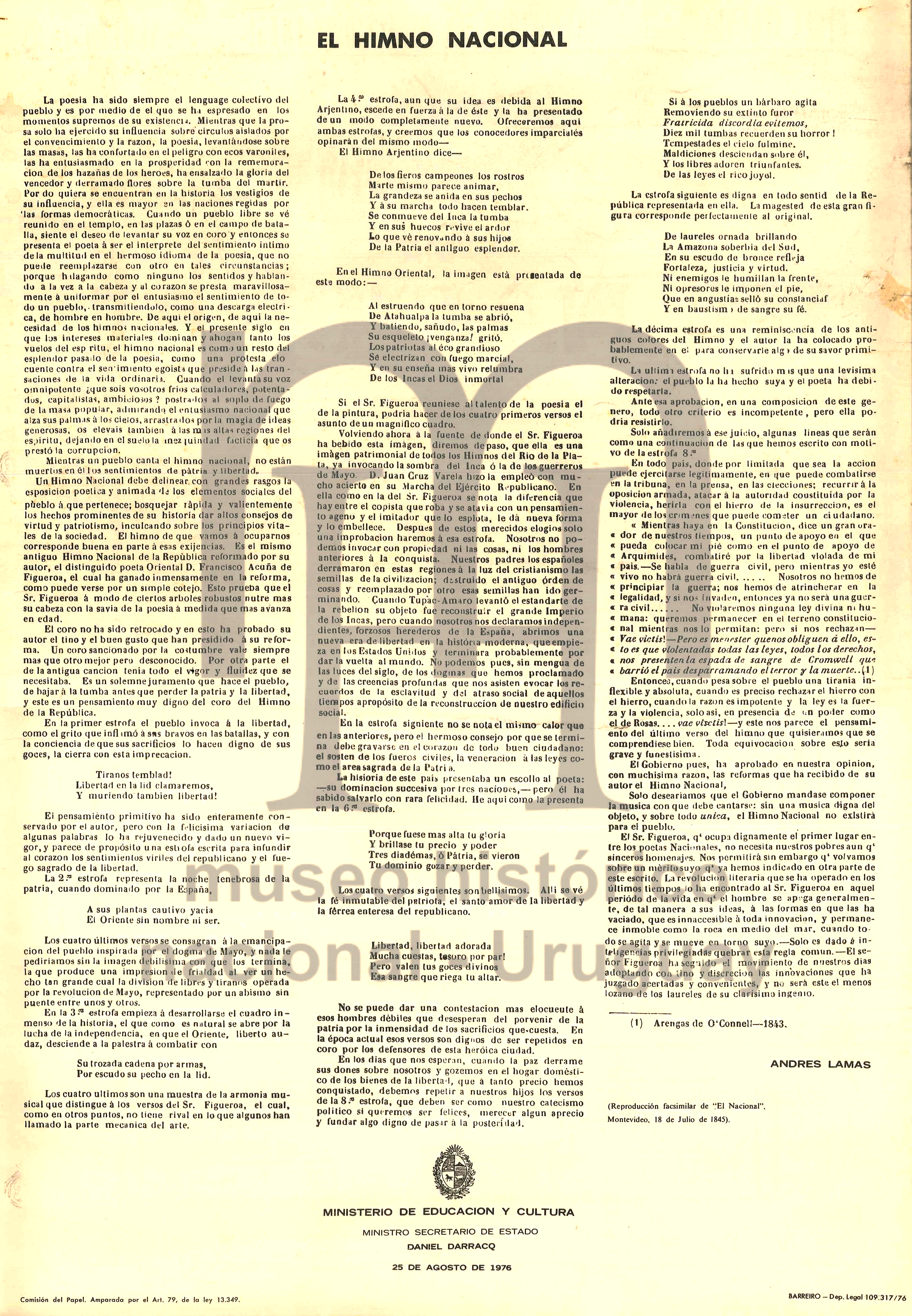
Texto definitivo do Hino Nacional preservado pelo Museu Histórico Nacional.

O Hino Nacional é outro dos símbolos nacionais mais importantes do país. Foi composto por Francisco Acuña de Figueroa e declarado como tal por decreto oficial em 8 de julho de 1833.
A letra da canção contém 11 estrofes de oito versos decassílabos cada, além de um refrão de quatro versos. Atualmente, apenas a primeira estrofe é cantada, e o refrão é repetido duas vezes.

## Personificação nacional
As representações alegóricas do Uruguai são diversas personificações nacionais que foram utilizadas na arte e na numismática ao longo dos séculos XIX e XX para representar simbólica e antropomorficamente a República Oriental do Uruguai. Não se trata de uma personificação única com nome e características definidas, mas sim de diversas representações que variam de acordo com o autor.

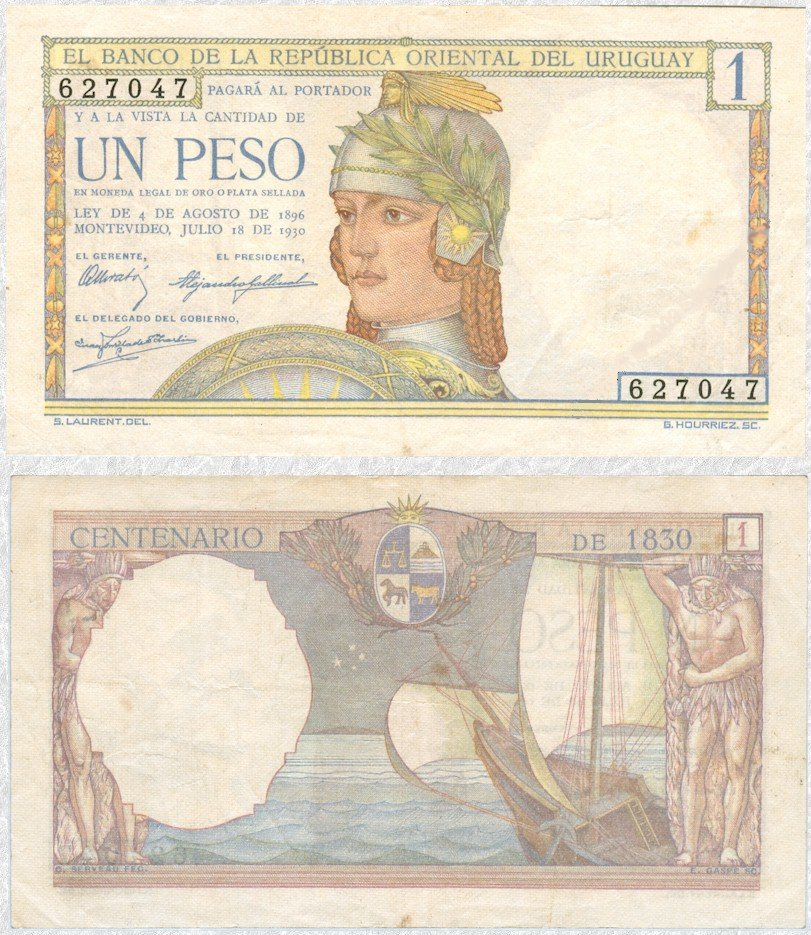
Nota de 1 peso de 1896.
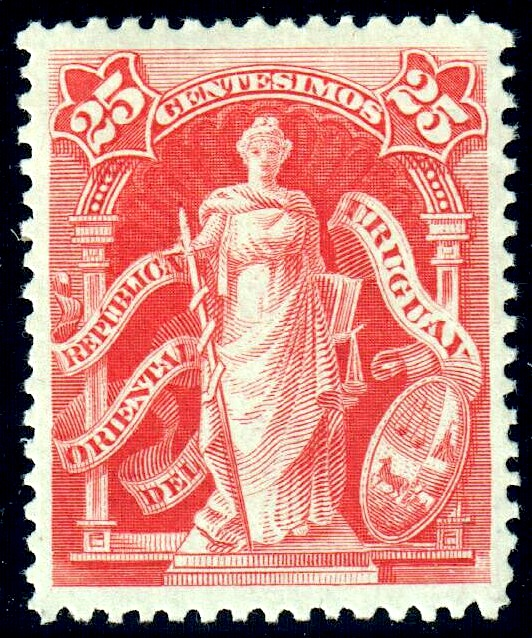
Selo postal de 1894
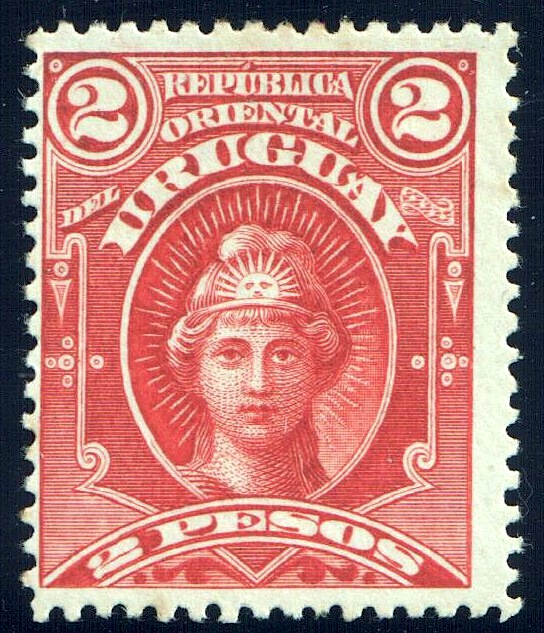
Selo postal de 1894
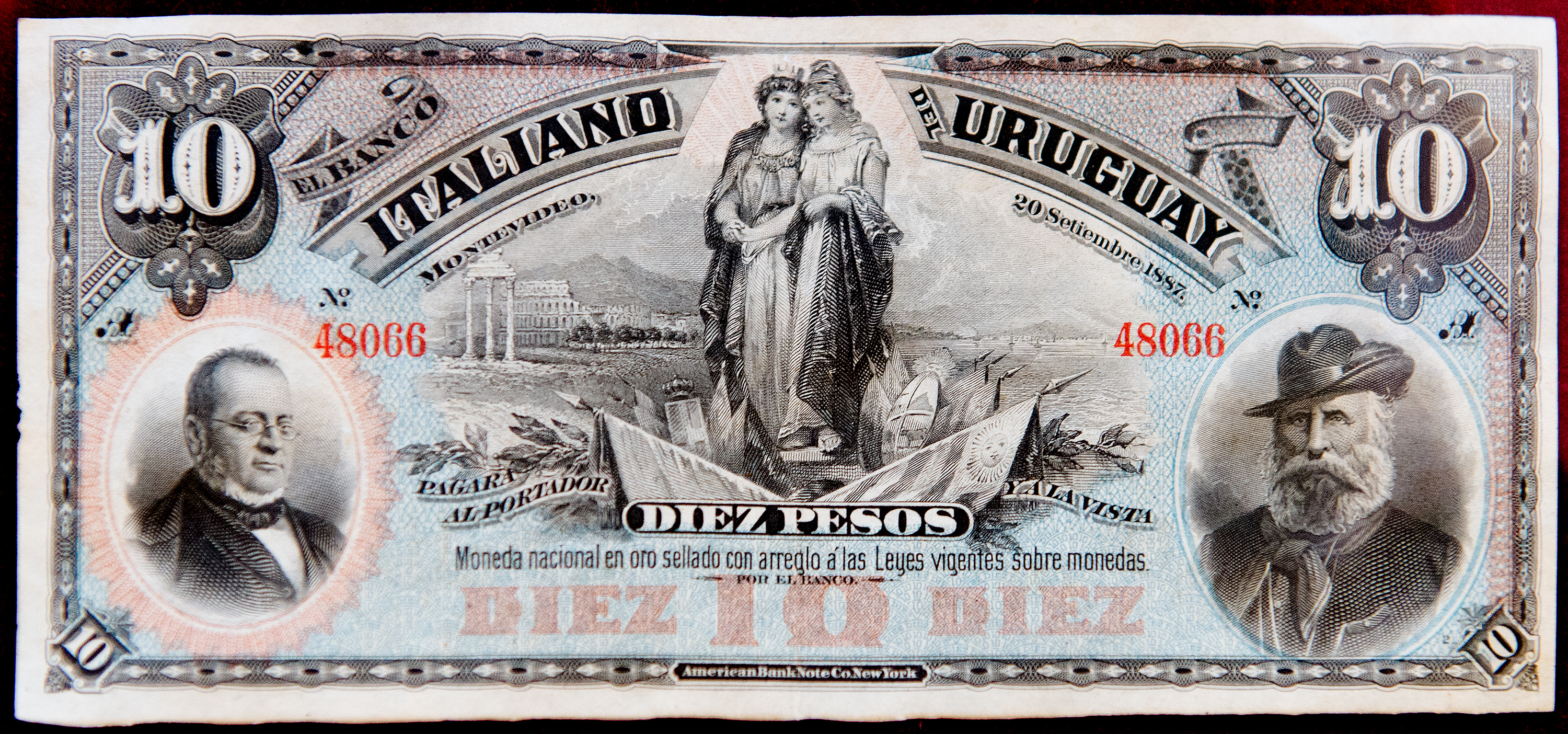
Nota do Banco Italiano do Uruguai mostrando a Alegoria do Uruguai e da Italia Turrita se abraçando, 1887.
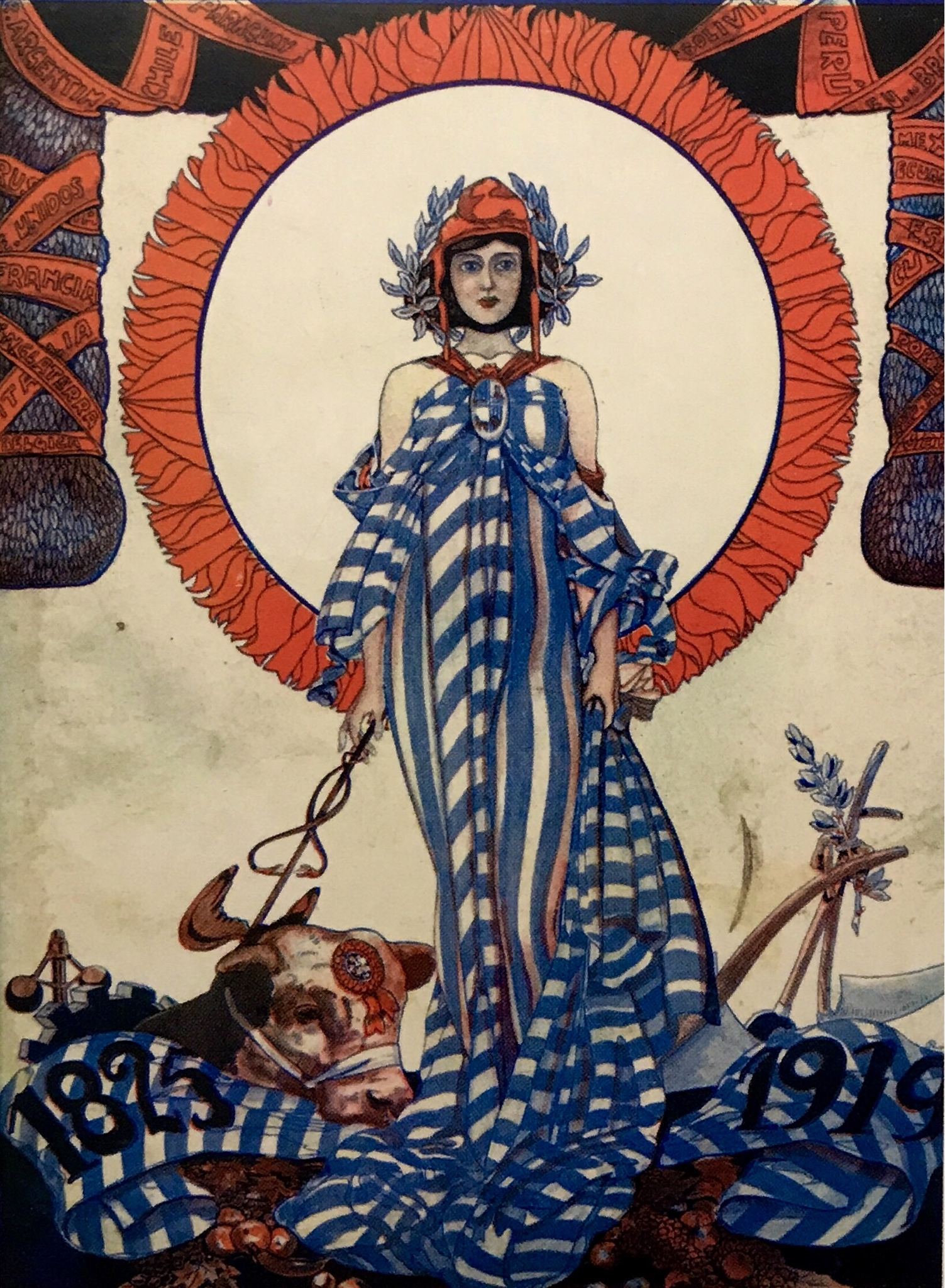
Cartaz Art Decó de 1919.
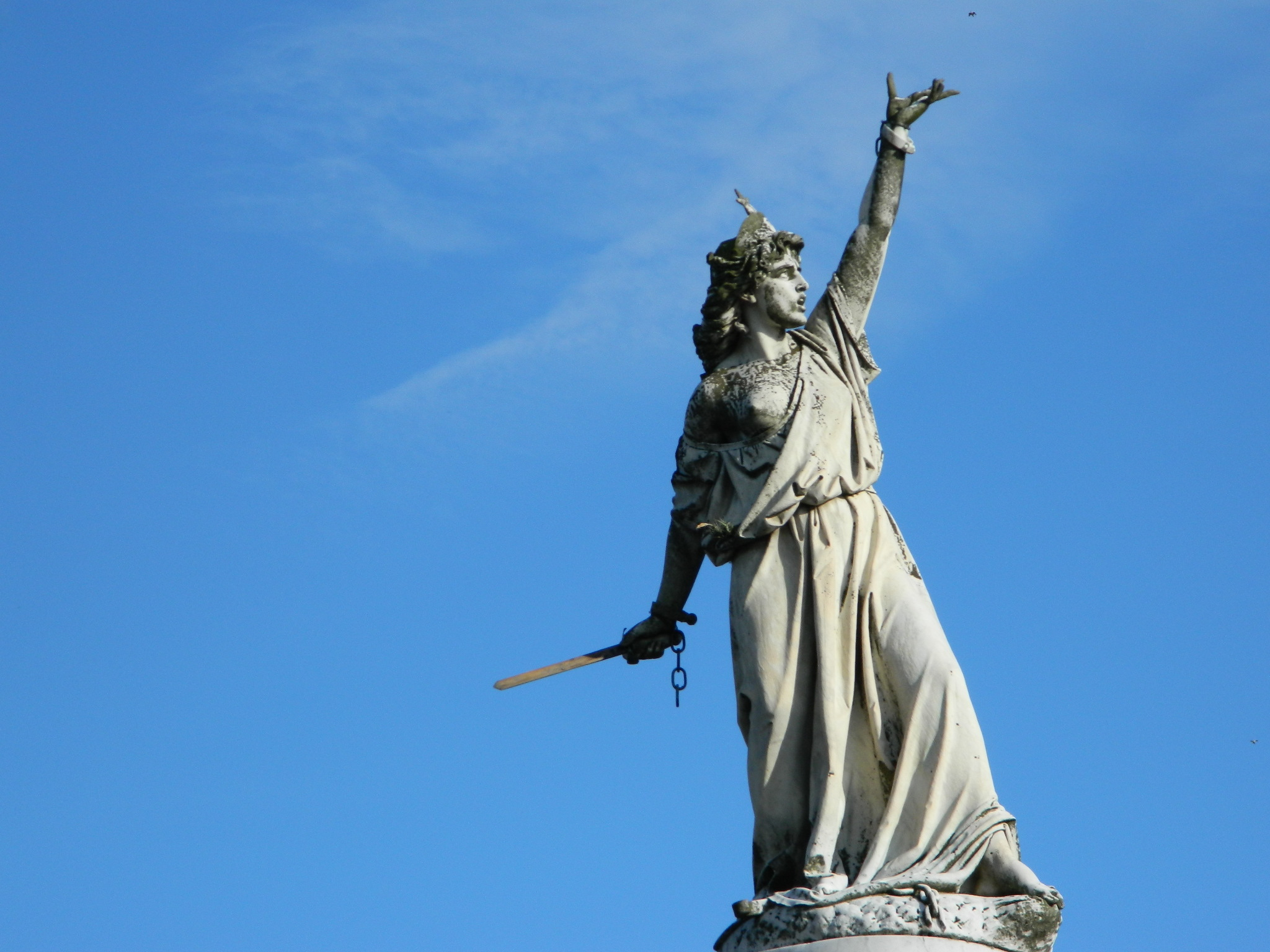
Personificação da Pátria no Monumento à Independência de Florida.

## Marca-país
Uruguay Natural é a marca-país com a qual o Uruguai se apresenta no exterior.

## Outros

### Hinos culturais
- Marcha Mi Bandera
- A don José
- Himno a Artigas
- La cumparsita

### Manifestações populares e culturais
- "Con libertad ni ofendo ni temo", lema nacional
- Pericón, dança nacional
- Gineteada gaúcha, esporte nacional[1]
- Virgem dos Trinta e Três

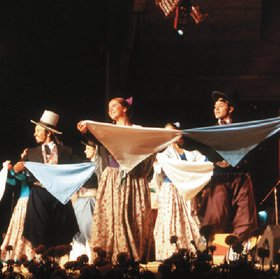
Pericón Nacional, dança nacional
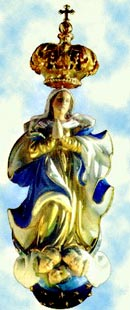
Virgem dos Trinta e Três

#### Espécies
- Corticeira, flor nacional
- Quero-quero, ave nacional[2]

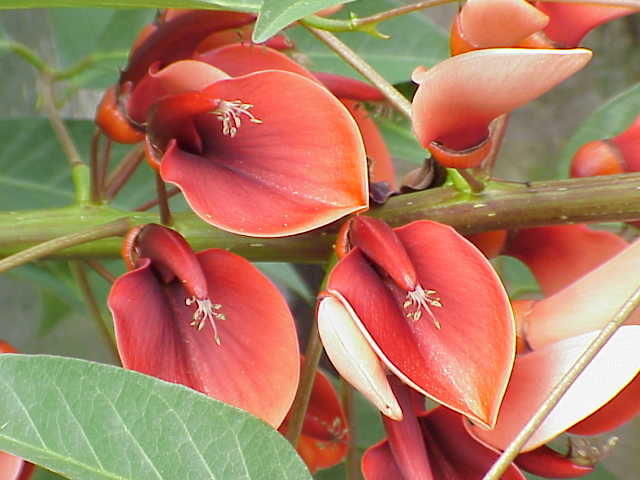
A flor do ceibo, a flor nacional
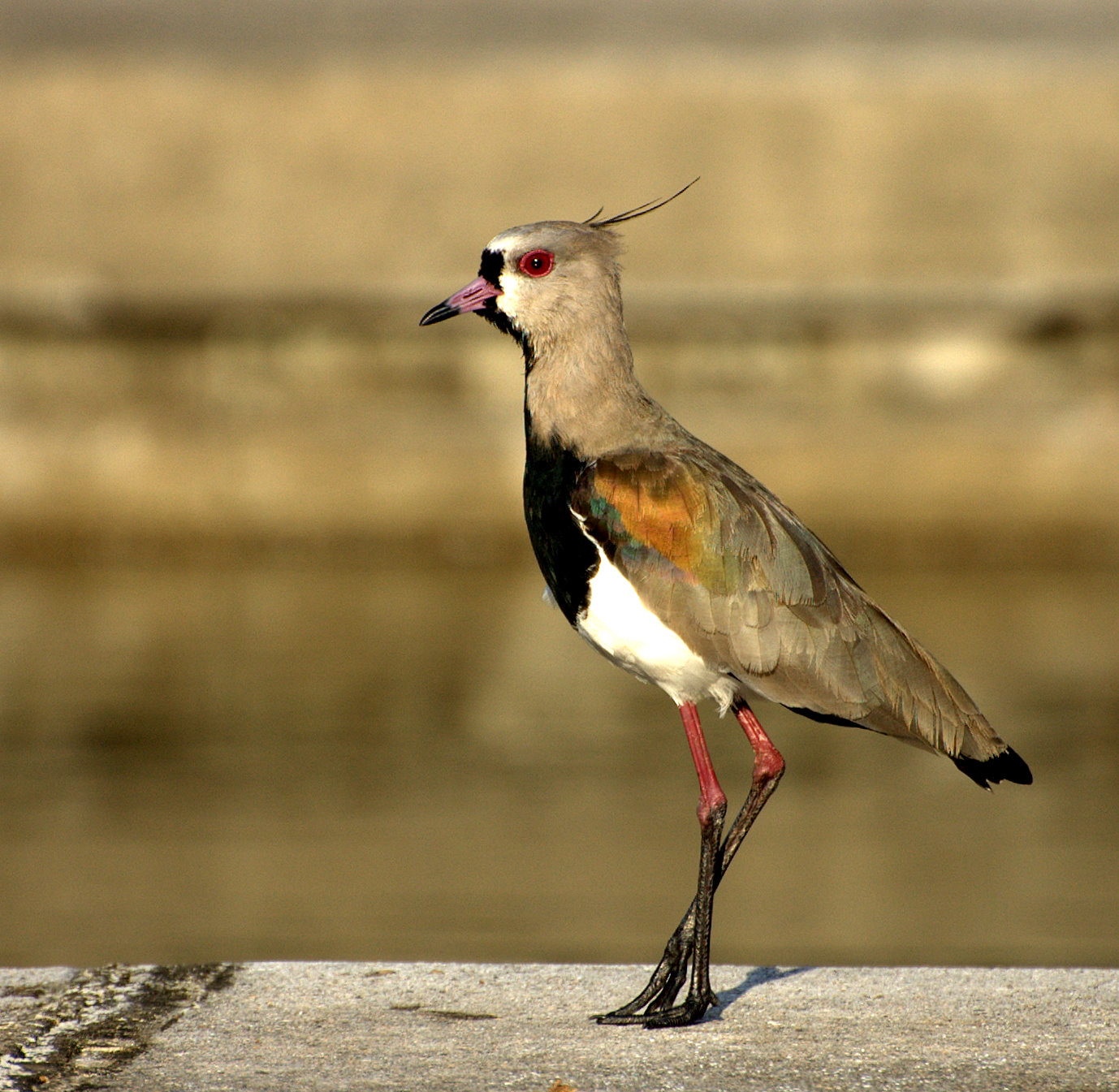
Quero-quero (Vanellus chilensis), ave nacional

#### Geologia
- Ametista, pedra nacional